# Пловдивчани
Пловдивчани са жителите на град Пловдив, България. Това е списък на известни личности, свързани с града.

## Родени в Пловдив

### Родени преди 1900 година
- Аргир Куюмджиев, търговец
- Апостолос Николаидис (1896 – 1980), спортист
- Асен Аджаров, македоно-одрински опълченец, 23-годишен, Инженерно-техническа част на МОО[1]
- Атанас Бакларов (1884–1914), художник
- Атанас Димитров, български революционер от ВМОРО, четник на Петър Ангелов[2]
- Георгаки Чалъкоглу (1815 – 1882), общественик
- Георги Шагунов (1873 – 1948), капелмайстор
- Георги Тодоров (кмет на Пловдив)
- Евстратий Гешов (1884 – 1959), финансист
- Иван Димитриев Гешов (1854 – 1934), политик
- Иван Евстратиев Гешов (1849 – 1924), политик
- Иван Куюмджиев, търговец
- Иван Николаев (1885 - 1912), български революционер от ВМОРО
- Илия Каблешков (1879 – ?), генерал-майор
- Йордан Драндаров, български революционер от ВМОРО, четник на Ефрем Чучков[3]
- Козма Апостолидис (1870–1942), филолог и историк
- Константин Лукаш (1890 – 1945), генерал
- Константин Стоилов (1853 – 1901), политик
- Константин Узунски (1896 – 1943), генерал
- Костадин Дезимиров (1875 - ?), деец на ВМОРО, участник в Илинденско-Преображенското въстание в 1903 година с четата на Христо Арнаудов в Одринско[4]
- Костадин Теофилов, български революционер от ВМОРО, четник на Никола Иванов[5]
- Любомир Петров, български революционер от ВМОРО, четник на Петър Ангелов[6]
- Люля Кендинденоглу, търговец
- Мери Хаскел (1869 – 1953), американска мисионерка
- Мите Аргиров (1879 - ?), деец на ВМОРО, участник в Илинденско-Преображенското въстание в 1903 година с четата на Христо Арнаудов в Одринско[4]
- Михалаки Гюмюшгердан (1800 – 1881), търговец и предприемач
- Никола Костов (1884 – ?), революционер
- Никола Общински – Данченко (1875 – 1927), четник на ВМОРО в Одринско[7]
- Панайот Пипков (1871 – 1942), композитор
- Радул Милков (1883 – 1962), офицер
- Салтир М. Даскалов, революционер от ВМОРО, четник при Мише Развигоров[8]
- Светослав Славов (1897 –  ?), юрист, народен представител в XXV обикновено народно събрание
- Сребро Думков, български революционер от ВМОРО, четник на Васил Аджаларски[9]
- Стефан Стоянов, български революционер от ВМОРО, четник на Йордан Спасов[10]
- Стоян Петров-Чомаков (1888 – 1966), дипломат
- Тодор Ив. Думков, български революционер от ВМОРО, четник на Лука Иванов[11]
- Харалампи Тачев (1875 – 1944), декоратор
- Христо Атанасов, български революционер от ВМОРО, четник на Никола Андреев и на Дамян Мартинов[12]
- Христо Здравков, български революционер от ВМОРО, четник на Петър Ангелов[13]
- Христо Здравков (1878 - ?), участник в Илинденско-Преображенското въстание в Одринско с четата на Кръстьо Българията[14]
- Христос Цигиридис (1877 – 1947), инженер
- Цанко Лавренов (1896 – 1978), художник
- Цветана Гатева-Симеонова (1894 – ?), българска художничка
- Яким Георгиев, български революционер от ВМОРО, четник на Петър Самарджиев[15] и на Васил Пешков[16]

### 20 век

#### Родени от 1901 до 1950 година
- Асен Христофоров (1910 – 1970), икономист
- Иван Костов (1913 – 2004), геолог
- Борис Христов (1914 – 1993), оперен певец
- Александър Николов (Сашо Сладура) (1916 – 1961), музикант
- Любомир Сагаев (1917 – 2001), музиколог и общественик
- Богдан Ковачев (1924 – 1978), хореограф
- Исак Паси (1928 – 2010), философ
- Ирина Чмихова (1930 – 2020), певица и музикална педагожка
- Милко Бобоцов (1931 – 2000), шахматист
- Иван Теофилов (р. 1931), драматург и режисьор
- Никола Пъдевски (р. 1933), шахматист
- Крикор Азарян (1934 – 2009), режисьор, професор
- Иван Андонов (р. 1934), режисьор и актьор
- Георги Божилов (Слона) (1935 – 2001), художник
- Асен Кисимов (1936 – 2005), актьор
- Милчо Левиев (1937 – 2019), пианист и композитор
- Георги Трингов (1937 – 2000), шахматист
- Жорж Ганчев (р. 1939), политик
- Зина Маркова (1940 – 2004), историк
- Динко Дерменджиев (р. 1941), футболист
- Тома Спространов (р. 1941), радио- и телевизионен журналист
- Рашко Сугарев (1941 – 1995), писател
- Стефан Чалгаджиев (р. 1942), филмов продуцент
- Цветана Манева (р. 1944), актриса
- Георги Попов (1944 – 2024), футболист
- Димитър Кирков (р. 1945), писател
- Стойка Миланова (1945 – 2024), цигуларка
- Мария Нейкова (1945 – 2002), поппевица и композитор
- Христо Кидиков (р. 1946), поп-певец
- Христо Бонев (р. 1947), футболист
- Васил Паница (р. 1947), политик
- Райна Каблешкова (1948 – 2021), писателка, редакторка и общественичка
- Мария Вергова-Петкова (р. 1950), дискохвъргачка
- Валентин Гацински (1950 – 2015), дипломат
- Владимир Янев (1950 – 2024), литературен критик

#### Родени от 1951 до 1970 година
- Радко Дишлиев (1951 – 2009), актьор
- Вихрен Чернокожев (р. 1951), филолог
- Петър Стоянов (р. 1952), политик
- Силва Бъчварова (р. 1953), художник и сценограф
- Велислава Дърева (р. 1953), журналист, публицист
- Софка Попова (р. 1953), лекоатлетка
- Борислав Китов (р. 1954), политик
- Любомир Любенов (р. 1957), кануист
- Венета Рангелова (р. 1957), поп певица
- Братя Аргирови (р. 1959), поп певци и композитори
- Жан Виденов (р. 1959), политик
- Асен Златев (р. 1960), щангист
- Ангелина Михайлова (р. 1960), баскетболистка
- Валери Цеков (р. 1960), политик
- Васил Добрев (р. 1961), археолог
- Станислав Семерджиев (р. 1963), сценарист, бивш ректор на НАТФИЗ
- Стефка Костадинова (р. 1965), лекоатлетка
- Стоиц Гъдев (р. 1960), пианист и композитор
- Славчо Богоев (р. 1966), политик
- Диана Палийска (р. 1966), състезателка по кану-каяк
- Христо Стоичков (р. 1966), футболист
- Самуел Финци (р. 1966), актьор
- Апостол Апостолов (р. 1967), икономист
- Димитър Динев (р. 1968), писател
- Серафим Тодоров (р. 1969), боксьор
- Ангел Енчев (р. 1970), български лекар, пластичен хирург

#### Родени от 1971 до 2000 година
- Мирослава Кацарова (р. 1971), джаз певица
- Николай Бареков (р. 1972), журналист
- Ива Пранджева (р. 1972), лекоатлетка
- Юлиян Радулски (1972 – 2013), шахматист
- Иван Бедров (р. 1973), журналист
- Йордан Йовчев (р. 1973), гимнастик
- Гергана Паси (р. 1973), политик
- Мария Петрова (р. 1975), гимнастичка
- Петя Раева (р. 1976), политик и ресторантьор
- Венцислав Симеонов (р. 1977), волейболист
- Петя Ставрева (1977 – 2024), политик
- Костадин Язов (р. 1977), политик
- Милен Добрев (1980 – 2015), състезател по вдигане на тежести
- Кирил Петков (р. 1980), политик, икономист и предприемач
- Добринка Табакова (р. 1980), композитор
- Владимир Атъпов (р. 1981), волейболист
- Соня Йончева (р. 1981), оперна певица, сопрано
- Владимир Арабаджиев (р. 1984), автомобилен състезател
- Васил Бележков (р. 1984), композитор и китарист
- Миро (р. 1985), кечист
- Валери Домовчийски (р. 1986), футболист
- Цветана Пиронкова (р. 1987), тенисистка
- Димитър Кузманов (р. 1993), тенисист
- Благородна Макева (р. 1976), полицайка

### 21 век
- Александра Начева (р. 2001), състезателка по троен скок

## Починали в Пловдив
- Алвиз Араски (1070 – 1148), фламандски духовник
- Аврам Андреев (1928 – 2024), певец
- Натанаил Охридски (1820 – 1906), духовник
- Олга Скобелева (1823 – 1880), началничка на лазарета по време на руско-турската война
- Христо Г. Данов (1828 – 1911), родоначалник на книгоиздаването в България
- Иван Найденов (1834 – 1910), публицист
- Люсиен Шевалас (1840 – 1921), градинар и паркостроител
- Стефан Салгънджиев (1847 – 1911), български възрожденски просветен деец
- Димитър Кудоглу (1862 – 1940), предприемач
- Недко Каблешков (1867 – 1964), юрист и общественик
- Ангел Букорещлиев (1870 – 1950), композитор
- Григор Попстанков (1879 – 1964), български учител и революционер
- Йордан Йовков (1880 – 1937), писател
- Екатерина Ненчева (1885 – 1920), поетеса
- Емилия Попова (1893 – 1977), българска драматична артистка
- Петър Детев (1900 – 1980), археолог, праисторик
- Златю Бояджиев (1903 – 1976), художник
- Асен Диамандиев (1915 – 2009), професор музикант, директор на Музикалното училище, Ректор
- Арсений Пловдивски (1932 – 2006), православен духовник, пловдивски митрополит на Българската православна църква от 1987 до 2006 година
- Димитър Киров-ДиКиро (1935 – 2008), художник
- Пенка Стоянова (1950 – 2019), баскетболистка
- Гавраил Панчев (1954 – 2020), изследовател, публицист и общественик
- Владимир Янев (1950 – 2024), литературен критик
- Йордан Кюмюрджиев (1953 – 2024), полицай
- Георги Попов (1944 – 2024), футболист

## Други личности, свързани с Пловдив
- Стоян Аргиров (1870 – 1939), филолог, живее в града през 1892 – 1901
- Антон Безеншек (1854 – 1915), езиковед, живее в града през 1879 – 1906
- Иван Вазов (1850 – 1921), писател, учи и живее в града през 1866 – 1868 и 1880 – 1886
- Константин Величков (1855 – 1907), писател, живее в града през 1881 – 1886
- Кераца Висулчева (1910 – 2004) художник, живописец, учител в Първа Девическа
- Карл Новелич (1852 – 1897), войвода и кмет на Пловдив
- Стефан Гевгалов (1882 – 1956), просветен деец, кмет на Пловдив през 1919 г.
- Никола Генадиев (1868 – 1923), политик, живее в града през 1876 – 1886
- Найден Геров (1823 – 1900), писател, учи в града през 1834 – 1836
- Петър Данчов (1857 – 1913), юрист, съдия в града през 1882 – 1884
- Димчо Дебелянов (1887 – 1916), поет, живее в града през 1896 – 1904
- Димитър Станишев (1906 – 1995), анатом, професор, живее в града през 1945 – 1995
- Петър Дикиджиев (р. 1942) архитект, реставратор ИКОМОС със 70 обекта
- Мехмед Дикме (р. 1966), политик, завършва технология на хранителната промишленост
- Петър Динеков (1910 – 1992), филолог, учител в града през 1936 – 1938
- Ерм – епископ Филипополски, духовен покровител на Трихълмието
- Нихат Кабил (р. 1962), политик, завършва агрономство
- Тодор Каблешков (1851 – 1876), революционер, учи в града през 1864 – 1867
- Петко Каравелов (1843 – 1903), политик, живее в града през 1881 – 1884
- Книва (251 г.), готски княз, завладял Филипополис (днешен Пловдив)
- Васил Коларов (1877 – 1950), политик, адвокат в града от 1904
- Константин Константинов (1903 – 1955), музиколог, диригент на Симфоничния оркестър 1935 – 1936
- Тодор Кръстев (1865 – ?), политик, адвокат в града през 1895 – 1908
- Андрей Ляпчев (1866 – 1933), политик, учи в града през 1884 – 1886
- Маламир – кан на България от 831 до 836 г., включва по мирен път Пловдив в пределите на българската държава
- Александър Малинов (1867 – 1938), политик, живее в града през 1890-те
- Сава Муткуров (1852 – 1891), офицер и политик, служи в града през 1878 – 1887
- Иван Мърквичка (1856 – 1938), художник, живее в града през 1881 – 1889
- Васил Попович (1833 – 1897), писател, учител през 1874 – 1877
- Иван Пръмов (1921 – 1992), политик, живее в града през 1952 – 1954
- Иван Салабашев (1853 – 1924), политик, живее в града през 1879 – 1884
- Огнян Сапарев (р. 1942) филолог, професор, доктор, ректор на Пловдивския университет, БНТелевизия
- Пенчо Славейков (1866 – 1912), поет, живее в града през 1881 – 1884
- Георги Странски (1847 – 1904), политик, живее в града през 1879 – 1885
- Никита Хониат – историк, градоначалник на Пловдив от края на ХІІ век
- Григор Чешмеджиев (1879 – 1945), политик, завършва гимназия през 1897
- Стоян Чомаков (1819 – 1893), политик, живее в града през 1849 – 1861 и след 1879
- Йосиф Шнитер (1852 – 1914), геодезист, градостроител на първата регулация 1896
- Митко Щерев (р. 1945), певец, композитор, завършва музика през 1960-те
- Антон Югов (1904 – 1991), политик, живее в града през 1910-те